# Штавенхаген
Штавенхаген (нем. Stavenhagen) — город в Германии, в земле Мекленбург-Передняя Померания.
Входит в состав района Деммин. Подчиняется управлению Штавенхаген. Население составляет 5857 человек (на 31 декабря 2010 года). Занимает площадь 40,84 км². Официальный код — 13 0 52 074.
Город подразделяется на 8 городских районов.

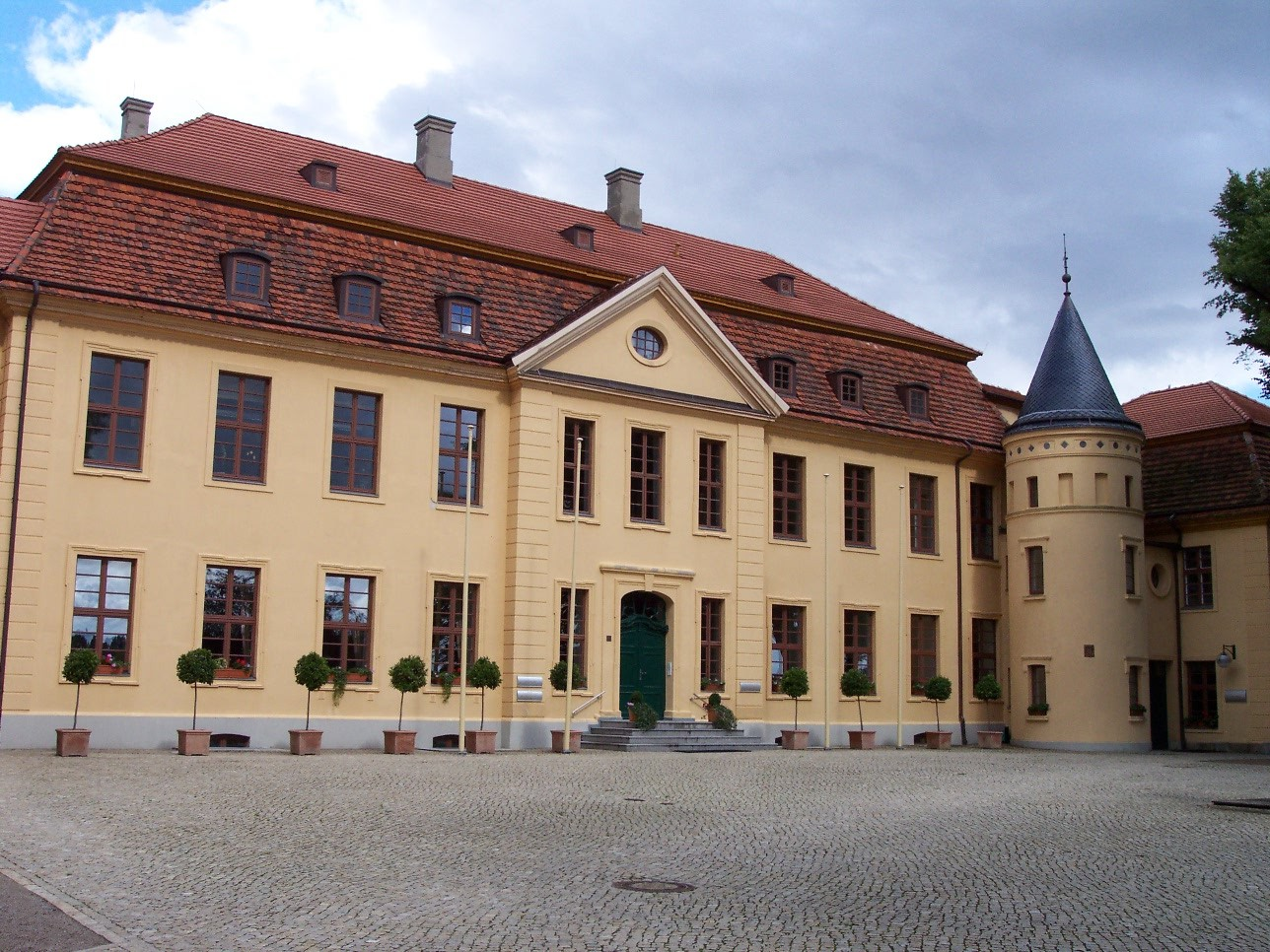
Замок
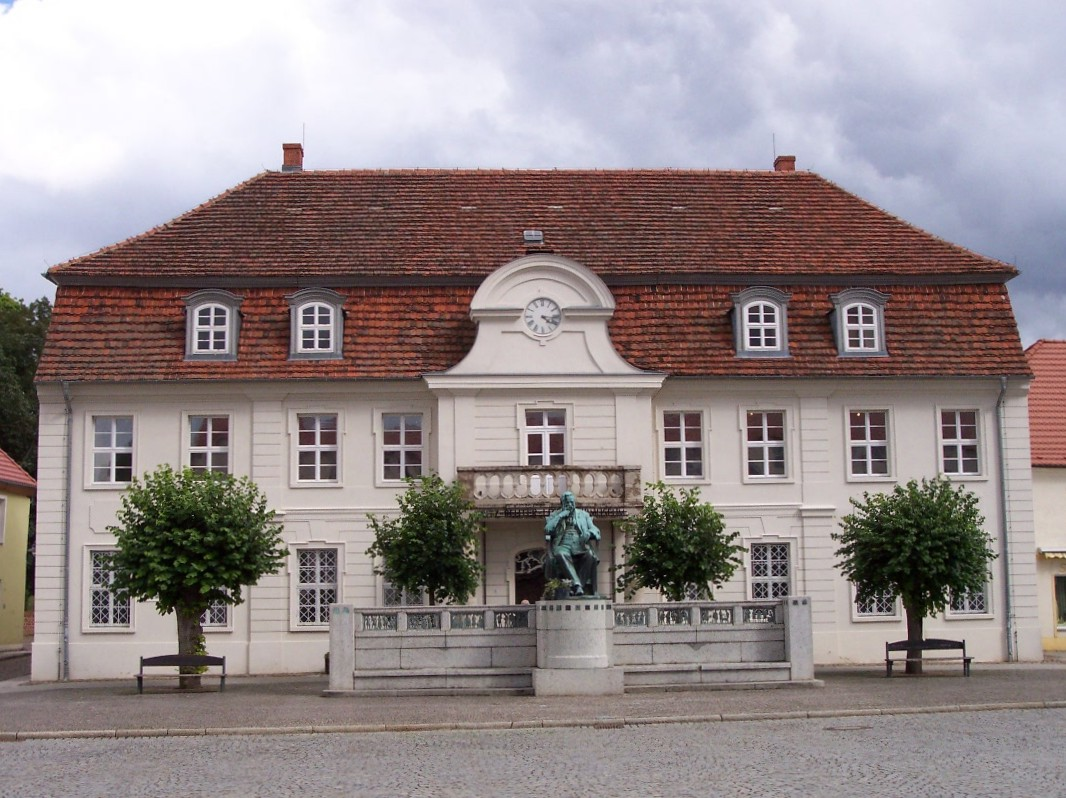
Ратуша